# Amichevole rivalità
Amichevole rivalità (Friendly Enemies) è un film del 1942 diretto da Allan Dwan.
Il soggetto è tratto da un lavoro teatrale del 1918 - scritto a quattro mani da Samuel Shipman e Aaron Hoffman - che portava in scena le diverse prese di posizione degli immigrati di origine tedesca davanti all'intervento degli Stati Uniti nella prima guerra mondiale. La pièce aveva avuto un grande successo a Broadway, rappresentata per un totale di 440 repliche dal luglio del 1918 all'agosto del 1919.
Nel 1925, David Belasco aveva prodotto Friendly Enemies, la prima versione cinematografica del testo. Il film fu diretto da George Melford.

## Trama
Due amici, diventati milionari dopo essere emigrati negli Stati Uniti, sono sempre andati d'accordo su tutto. Ma, quando scoppia la guerra, si trovano su fronti opposti: l'uno leale alla patria, l'altro fedele al paese d'adozione.

## Produzione
Il film fu prodotto dall'Edward Small Productions.

## Distribuzione
Distribuito dall'United Artists, il film uscì nelle sale cinematografiche statunitensi il 21 giugno 1942. Venne presentato in una prima di gala il 24 giugno.